# Port Deposit

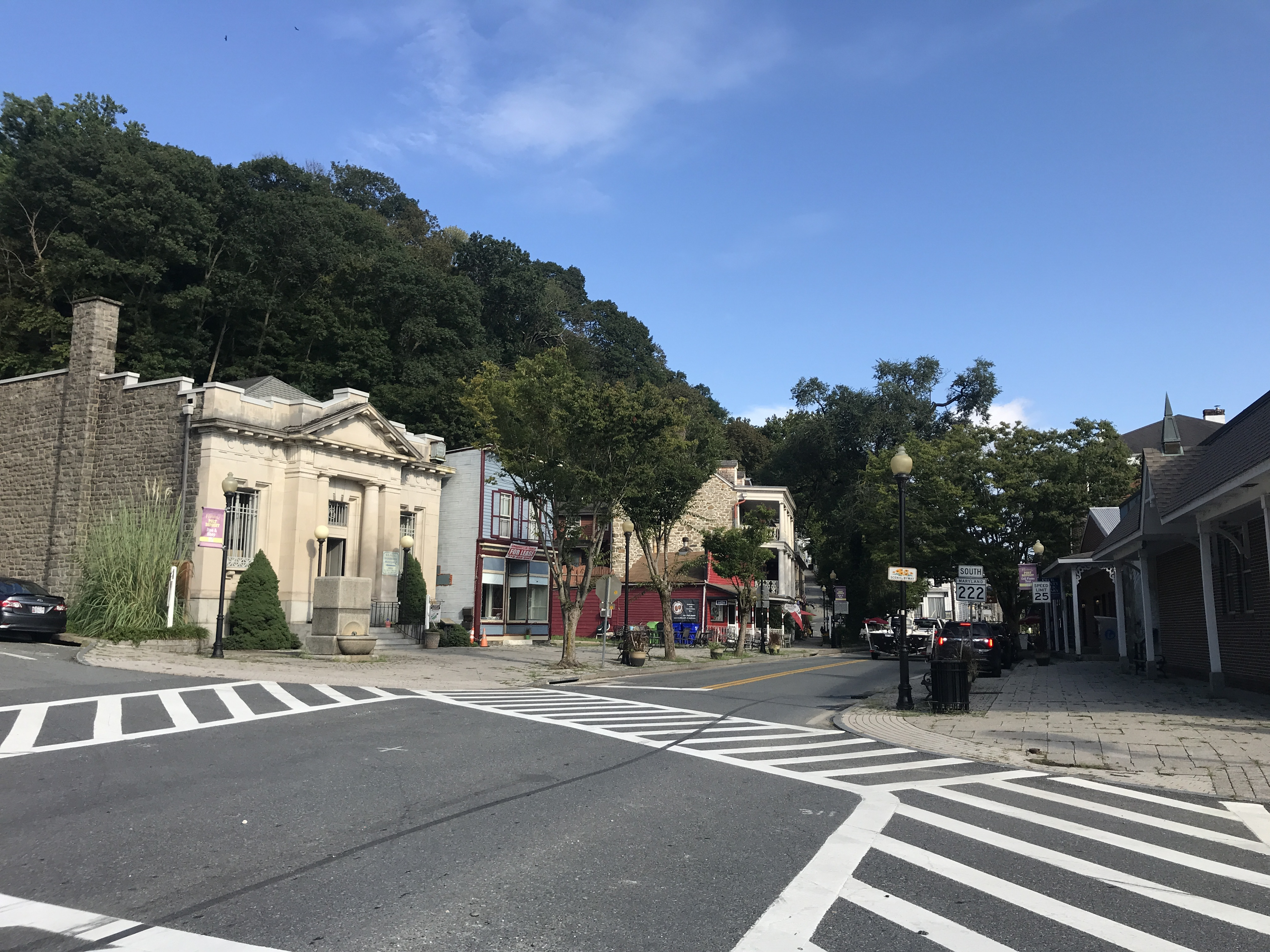
Centre-ville de Port Deposit (2021)

La ville de Port Deposit est située dans le comté de Cecil, dans l’État du Maryland, aux États-Unis. Sa population s’élevait à 653 habitants lors du recensement de 2010, estimée à 767 habitants en 2016.

## Source
- (en) Cet article est partiellement ou en totalité issu de l’article de Wikipédia en anglais intitulé « Port Deposit, Maryland » (voir la liste des auteurs).